# Придворні чини
Придворні чини та придворне відомство
Обстановка життя монарха, сполучена з відомим блиском, представляє дуже різні риси залежно від рівня культури даного народу.
Придворний лад древнього Сходу, почасти обумовлений теократичними поглядами, у багатьох відносинах послужив зразком для наслідування в європейських державах, і сліди цього впливу можна простежити до новітнього часу.

## У давнину
При відсутності принципової різниці між органами державного управління та органами управління приватними справами государя, придворні чини відали різними галузями державного управління.
Так, при римських цезарях вищі воєначальники завідували придворним штатом імператора.
Особливою складністю відрізнявся візантійський придворний лад.

## Священна Римська Імперія
У Західній Європі вже при дворі франкських королів існували вищі придворні посади: сенешаль (Dapifer, Seneschalk, Truchsess — власне кухмейстер і головний прислужник монарха при столі і завідувач всім двором), маршал, камерарій, шенка (Buticularius).
У колишній німецькій імперії відповідні обов'язки покладалися в урочистих випадках на імперських князів (нім. Reichsfürst). Вже під час коронації Оттона I (936) герцог Лотарінзький Гізельберт виступав у ролі камерарія, герцог Франконії Еберхард — в ролі сенешаля, швабський герцог Герман — в ролі шенка, а баварський герцог Арнульф виконував обов'язки маршала.
З часу Оттона III звання маршала постійно присвоювалося герцогу саксонському, звання сенешаль — пфальцграфу рейнського, звання камерарія було надано маркграфу Бранденбург ському, звання шенка — спочатку герцогу баварському, а при Генріху V — князю Чехії. До цих придворних чинів приєдналися три архієпископи-ерцканцлери, і всі вони разом утворили колегію курфюрстів.
З часу видання золотої булли 1356 р. вищі П. чини були наступним чином розподілені між курфюрстами: три курфюрсти-архієпископи вважалися ерцканцлерами, курфюрст богемський — ерцшенком (Archipincerna), пфальцграф рейнський — ерцсенешалем (Archidapifer, Erztruchsess), курфюрст саксонський — ерцмаршалом (Archimarescallus), бранденбурзький — ерцкамерарієм (Archikamerarius). Коли під час Тридцятирічної війни Пфальц втратив курфюрство, то разом з останнім до герцога баварського перейшло і звання ерцшенка; а коли по Вестфальському договору Пфальцу було повернуто його курфюрстське право, то для пфальцграфа встановлено було нову придворну посаду — ерцшатцмейстера. При наданні курфюрстського права Ганноверу (1692) заснована була нова придворна посада ерцзнаменосця (Erzpanneramt).
При дворі німецького імператора були ще спадкові П. посади, які не належали курфюрстам: ерцегермейстером (Archivenator) вважався маркграф мейссенський, унтер-єгермейстером (Subvenator) — князь шварцбурзький, імперським форшнейдером — герцог мекленбурзький. Особливі придворні чини існували і при дворі німецької імператриці: абат фульдський вважався її ерцканцлером, абат кемптенський — ерцмаршалом, абат св. Максима (поблизу Тріра) — ерцкапланом. Курфюрсти особисто не виконували при дворі імператора обов'язків, пов'язаних з їх придворними званнями, а мали для цього особливих представників; це представництво також зробилося спадковим у відомих дворянських родах. Звідси звання ербмаршала (Паппенгейм), ербсенешаля (Вальдбург), ербкамерарія (Гогенцоллерни), ербшатцмейстера (Зінцендорфи) тощо.
Імператор Конрад III дозволив імперським князям засновувати при собі придворні посади за зразком імперських. Число таких придворних посад, часто поєднаних із значними доходами, розмножилося, і вони також стали спадковими у відомих родах. Навіть могутні світські фюрсти не гребували приймати подібні посади при дворах духовних фюрстів; так, наприклад, курфюрст саксонський вважався обер-мундшенком абата кемптенського. Спадкові придворні посади понині збереглися в Німеччині та Австрії. Для відправлення придворних посад в урочистих випадках і під час придворних свят здавна вироблявся відомий церемоніал, або придворний етикет. Особливо суворий етикет виробився в Іспанії, звідки він Карлом V перенесений був до Німеччини і утвердився при австрійському дворі.
За Людовіка XIV французький етикет став зразком і для інших європейських дворів.
Наполеон I створив навколо себе блискучий двір, намагаючись цим шляхом надати йому блиск старих династій.

## XIX століття
В даний час європейські двори мають організацію, однакову загалом, але різну в деталях в залежності від численності придворного штату. Придворний штат, що перебував у віданні міністерства двору, складали придворні чини і придворні служителі (придворні офіціанти). Дійсну службу при дворі несли лише вищі придворні чини, які відали окремими галузями палацового управління, і придворні офіціанти, які виконували обов'язки прислуги; більшість придворних чинів (камергери, камер-юнкери) користувалися лише почесними званнями. Придворні звання звичайно надавалися лише дворянам, аналогічно, як і саме дворянство мало підставою своєю придворну службу.
За старих часів лише дворяни користувалися правом перебування при дворі, тепер і видатні вчені, художники, парламентські діячі отримують в Західній Європі офіційні запрошення до двору. Особлива табель про придворні ранги визначає старшинство між особами, які з'являються до двору. Строго дотримується при дворах встановлений церемоніал, для чого існують особливі чини (церемоніймейстери).
При появі до двору потрібний особливий одяг, всі деталі якого особливо встановлені для окремих випадків, наприклад для придворної жало́би (трауру).

## Німеччина
При дворі німецького імператора і прусського короля придворні чини (Hofchargen) поділяються на верховні (Oberste Hofchargen), вищі (Oberhofchargen) і прості придворні чини (einfache Hofchargen). До придворного штату належать ще генерал-інтендант королівської придворної музики, лейб-медик і приватна канцелярія короля. В особливо урочистих випадках відомі почесні обов'язки виконуються спадковими придворними чинами почасти як представниками різних провінцій. Придворний штат імператриці-королеви полягає, в загальному віданні обер-гофмейстер іни, з придворних дам, лейб-медика і секретаря, не рахуючи нижчих служителів і служительок.

## Папський двір
Склад придворного штату папи утворюється з чинів духовних і світських. До духовних придворних чинів належать палацові кардинали (протодатарій, секретар з видачі бреве, секретар з прийому прохань, статс-секретар) і палацові прелати (обергофмейстер і префект палацу, верховний камерарій, аудитор, гросмейстер Апостольського палацу), до світських — гросмейстер св. госпіції, верховний гофмейстер, верховний шталмейстер і генерал-поштмейстер. Поряд з цими придворними чинами папського двору стоять і спадкові чини (князі Колонна і Орсіні -асистенти престолу, князь Кіджі — маршал римської церкви і страж конклаву), а також начальники папської гвардії. Вже в середні віки правителі отримували від пап дозвіл мати при собі придворних духівників. Протестантські государі заснували при своїх придворних церквах посади придворних проповідників і придворних капеланів.

## Росія
Про придворні чини в допетрівській Московії див. Дворові люди (придворні) та Палацовий наказ.
Московські цариці мали свій особливий придворний штат, жіночий і чоловічий.
Перше місце в жіночому штаті займали дворові, або верхові, боярині, якими призначалися звичайно вдови, в основному спорідненні з царицею, але також і жінки меншого чину.
Між дворовими бояринями перше місце займали боярині-мами малолітніх царевичів і царівен, другий клас жіночих царициних чинів становили скарбники, ларешниці, майстрині (вчительки малолітніх царівен), годувальниці царевичів і царівен, псаломщиці; третій клас — бояришні-дівчата і сінешні бояришні, четвертий — постельниці та кімнатні баби, а потім вже слідували золотошвейниці, білошвеї, портомої (прачки) та особи неслужбового чину (богомольці, калмички, арапки та ін.)
Всім придворним штатом цариці керував постільний (кімнатний, кабінетний) наказ государині цариці, інакше — наказ Царициної майстерної палати.

### Петро I і перша половина XVIIIст.
Петро I замінив московські назви придворних чинів іноземними. В табель про ранги він ввів і придворні чини, встановивши, що вони, як і цивільні чини, поступаються першістю військовим.
Вищий придворний чин, обер-маршал, прирівняний був до військових і цивільних чинів II класу, а до нижчого, XIV, класу віднесені були, наприклад, гофмейстер над пажами, надвірний бібліотекар, надвірний аптекар.
Особливий табель про ранги був складений для придворних чинів жіночої статі. На чолі їх поставлена була обер-гофмейстріна у Її Величності; дійсні статс-дами йдуть по табелю за дружинами дійсних таємних радників, дійсні камер-дівиці прирівняні до дружин президентів від колегій, гофро-дами — до дружин бригадирів, гофро-дівиці — до дружин полковників .
Для завідування палацовими справами заснована була Придворна контора; поряд з нею стояли Головна палацова канцелярія, що відала палацовими селянами, Гоф-інтендантська контора, в якій зосереджено було завідування палацами і садами, і Камер-Цалмейстерська контора, якій довірені були оздоблення і меблювання палаців. Придворне полювання (див. Царське і Імператорське полювання) підпорядковане було придворній конторі у 1741 р.
У 1733 р. наказано було відпускати з Штатс-контор-колегії в Придворну контору на утримання Найвищого Двору по 260000 руб. в рік; в 1785 р. сума ця підвищена була до 3 млн руб.; тим не менше, протягом всього XVIII ст. придворній конторі доводилося боротися з фінансовими труднощами.
В 1742 р. заснована була посада придворного фактора (гофро-фактора і камер-фактора) для виписування з-за кордону потрібних для Двору товарів; посада ця, яку займав іноземний купець, що мав право продавати товари свої вдома кому забажає, проіснувала до кінця XVIII століття.
У XVIII столітті існувало ще звання придворних банкірів, але останні мали загальнофінансові, а не спеціально придворні функції; такий же характер має і посада гофро-маклера, що збереглася донині.

### Катерина II і Павло I
При Катерині II головною особою при Дворі був обер-камергер, якому підпорядковані були придворні кавалери (камергери і камер-юнкери). Останні чергували при Дворі, супроводжували імператрицю при виїздах, іноді прислуговували за столом.
В 1786 р. Катерина II скасувала Головну палацову канцелярію; заготування їстівних та інших припасів передано було з неї в Придворну контору, до складу якої, окрім обер-гофмаршала (президент) і гофмаршала (віце-президент), призначено було ще 5 присутніх.
В 1794 р. виданий указ про те, що в нижчі при Дворі посади визначати не з вільних, а з дітей придворнослужителів, для яких згодом заснована була спеціальна школа.
Новий устрій придворному відомству дав імператор Павло I, який указом 30 грудня 1797 р. визначив наступний придворний штат:
1. Обер-камергер, у віданні якого перебувало 12 камергерів, 12 камер-юнкерів і 48 пажів, виконуючих посади рейт- та яхт-пажів;
2. Обер-гофмейстер, якому підпорядковані були два гофмейстери і Придворна канцелярія, яка виконувала функції придворної каси і контрольної установи;
3. Обер-гофмаршал, якому підпорядковані були два гофмаршали і контори: Гоф-інтендантська, Придворна та Камер-Цалмейстерська;
4. Обер-Шенк, завідував погребами і винами;
5. Обер-шталмейстер, який з двома шталмейстерами завідував усім стаєнним штатом, стайнями, екіпажами та стаєнною конторою;
6. Обер-єгермейстер, якому підпорядковані були єгермейстер, унтер-єгермейстер та єгермейстерська контора;
7. Обер-гофмейстріна, у віданні якої перебували гофмейстріна, 12 статс-дам і 12 фрейлін.

Понад те, до придворного штату належали директор вистав, відав придворними театром і музикою, і обер-церемоніймейстер з двома церемоніймейстерами і секретарем.

### XIX століття
Імператор Олександр I скоротив штати та видатки, скасував Придворну канцелярію (указ 18 грудня 1801 р.) і вніс корінні зміни в положення камергерів і камер-юнкерів. Указ 3 квітня 1809 р. наказав усім камергерам і камер-юнкерам в двомісячний термін обрати собі рід служби, а на майбутній час ухвалив, що звання камергера і камер -юнкера "мають представляти придворні відмінності, знак особливої уваги Царської до роду або заслуг предків ", причому той, хто носить це звання, повинен проходити службу в тому чи іншому відомстві на загальних підставах. Маніфестом 1 січня 1807 р. про вигоди, даровані купецтву, першостатейному купецтву (чоловічої статі) подаровано право приїзду до Двору; в 1824 р. право це поширено на купців 1-ї гільдії.
В 1826 р. визначений комплект фрейлін з 36 старших по пожалування в це звання, і придане наказано видавати з кабінету тільки тим, які увійшли до комплекту. У тому ж році встановлений комплект камергерів в 12 і камер-юнкерів в 36. В 1836 р. заборонено представляти до пожалування в звання камер-юнкерів чиновників нижче титулярного радника, а в камергери — нижче статського радника; в 1850 р. цей чиновний ценз підвищено до нині існуючого рівня. В 1856 р. число П. чинів помножено встановленням звання обер-форшнейдера.

### Стан перед революцією
На початок XX ст. Придворний штат складався з придворних чинів і придворних служителів.
Серед придворних чинів розрізнялися перший і другий чини Двору.
До перших чинів Двору належали: обер-камергер, обер-гофмейстер, обер-гофмаршал, обер-шенк, обер-шталмейстер, обер- єгермейстер, обер-форшнейдер.
До других чинів Двору — гофмейстери, шталмейстери, єгермейстери, обер-церемоніймейстери, гофмаршали.
За ними слідували церемоніймейстери, камергери і камер-юнкери.
Перші чини двору прирівняні за табелем про ранги до цивільних чинів другого класу, другі чини Двору — до цивільних чинів третього класу, церемоніймейстери — до цивільних чинів п'ятого класу; звання камергерів і камер-юнкерів не присвоювали ніяких цивільних чинів.
Дарування в придворні чини, а так само в звання камергерів і камер-юнкерів Двору Його Величності залежало безпосередньо від найвищого розсуду і не підлягало загальним правилам про вислугу років. До пожалування в камергери не могли бути представлені чиновники нижче чину дійсного статського радника, а в звання камер-юнкери — нижче чину колезького асесора.
Перебуваючі у званні камергерів по досягненні чину таємного радника, а перебуваючі в званні камер-юнкери — по досягненні чину дійсного статського радника виключалися з придворних списків.
Одна з переваг придворних чинів і дам, яку вони поділяли разом з вищими державними сановниками, полягало у «вході за кавалергардів», тобто у праві збиратися під час великих при Дворі виходів (виходом при Дворі називалася хода Їх Імператорських Величностей з іншими найяснішими особи з внутрішніх апартаментів в церкву і назад. Виходи поділялися на великі і малі) в залі, найближчому до внутрішніх апартаментів. Біля цього залу встановлювався в деяких урочистих випадках пікет кавалергардського полку, від чого походить і самий вираз: «вхід за кавалергардів».
Потім придворні чини обох статей користувалися правом бути представленими Їх Величності; це право поширювалося і на військових і цивільних чинів перших чотирьох класів та їх подружжя. Особи, які не користувалися правом бути представленими до Двору, не могли бути запрошені на бали та інші зібрання при Дворі, хоча б і були представлені Їх імператорським величністям приватно. Такі особи могли бути запрошувані тільки за особливим височайшим повелінням щоразу і тому в списки запрошених на бали не вносились.
Це правило не поширювалося на штаб- та обер-офіцерів, які могли бути запрошувані на бали, хоча б і не користувалися правом бути представленими Їх Величності.
П. служителі поділялися на нижчих (камер-лакеї, камер-козаки, скороходи, вершники та ін.) і вищих (камер-фур'єри, гофро-фур'єри, камердинери, мундшенки, кофешенки, тафельдекери, кондитери і метрдотелі). Останнім присвоєно звання придворних офіціантів; прослуживши в ньому 10 років, мундшенки, кофешенки, тафельдекери, кондитери і метрдотелі отримували з найвищого дозволу чин XII класу, гофро-фур'єри — чин IX класу, але вищі чини вони не отримували; камердинери, що перебували при найвищих особах і при Імператорському Ермітажі, отримували за вислугою в офіціантському званні 10 років чин XII класу, такими ж чинами, але не далі VIII класу включно, нагороджувалися в терміни, встановлені для цивільних чиновників; камер-фур'єри, призначувані звичайно з камердинерів і гофро-фур'єрів, при призначенні на цю посаду нагороджувалися чином VI класу, але не вище.
П. офіціанти не мали права переходити з П. служби в цивільну. Особливі правила існували про пожалуванні в чини П. півчих (див.).
До 1 січня 1898 р. придворний штат Його Величності становили 16 перших чинів Двору (3 обер-камергери, 7 обер-гофмейстерів, 1 обер-гофмаршал, 1 обер-шенк, 1 обер-шталмейстер, 2 обер-єгермейстери і 1 обер-форшнейдер), 147 других чинів двору (41 гофмейстер, 22 шталмейстери, 9 єгермейстерів, 2 обер-церемоніймейстери, 1 гофмаршал, 21 людина на посаді гофмейстерів, 35 чоловік на посаді шталмейстерів і 16 чоловік на посаді єгермейстерів), 13 осіб на посаді церемоніймейстерів, 176 в званні камергерів і 252 в званні камер-юнкерів.
Чини, що мали П. медичні звання (див. Лейб-медик): 1 лейб-медик, 10 почесних лейб-медиків, 3 лейб-хірурги, 4 почесних лейб-хірурги, 2 лейб-акушери, 2 почесних лейб-акушери, 2 лейб-окулісти, 1 лейб-педіатр, 1 почесний лейб-педіатр, 3 почесних гофро-медики.
Камер-фур'єрів — 2 при одному обер-камер-фур'єрі; камердинерів при Государі Імператорі — 3.
П. дам до 1 січня 1898 р. перебувало: 17 статс-дам, 4 камер-фрейліни, 190 фрейлін, 4 дівиці, поміщені для проживання з фрейлінами в Таврійському палаці.
При кімнатах Государинь Імператриць крім фрейлін перебували: камер-фрау, камер-юнгфери, камер-медхени та камердинери.
Не належали до Придворного відомства, але перебували при Особі Государя Імператора особи Свити.
П. відомство у широкому сенсі цього слова становило все міністерство Імператорського Двору, у тіснішому сенсі — особливі встановлення цього міністерства. Гофмаршальська частина під управлінням гофмаршала вела справи по платні Найвищого Двору, по влаштуванню прийомів, з подорожей Найвищих Особ і по завідуванню придворнослужителями рухомого складу. Санкт-Петербурзьке палацове управління, перебуваючи під веденням начальника управління, завідувало П. служителями, будівельними роботами, оздобленням і утриманням імператорських палаців в СПб., палацовими парками і садами і СПб. госпіталем палацового відомства. У всіх палацових управліннях перебували для завідування кімнатним оздобленням доглядачі камер-цалмейстерської частини, а для найближчого завідування прислугою — гофро-фур'єри. П. стаєнна частина під начальством керуючого завідувала П. кіньми, екіпажами, придворно-стаєнними служителями і всіма галузями господарства, сюди належними; найближчий нагляд за особовим складом, кіньми та екіпажами, а також за виконанням нарядів був ввірений двом унтер-шталмейстерам, на допомогу яким були призначені стаєнні офіцери. Великокнязівські двори перебували в завідуванні керуючих (гофмейстерів); Стаєнна частина була ввірена шталмейстерам. Діловодство з управління справами великокнязівських дворів було зосереджено в конторах, завідування якими було доручено керуючим (завідувачам) конторами. Крім перечислених осіб, при більшій частині великокнязівських дворів був передбачений П. штат.